# RAVeL-Netz

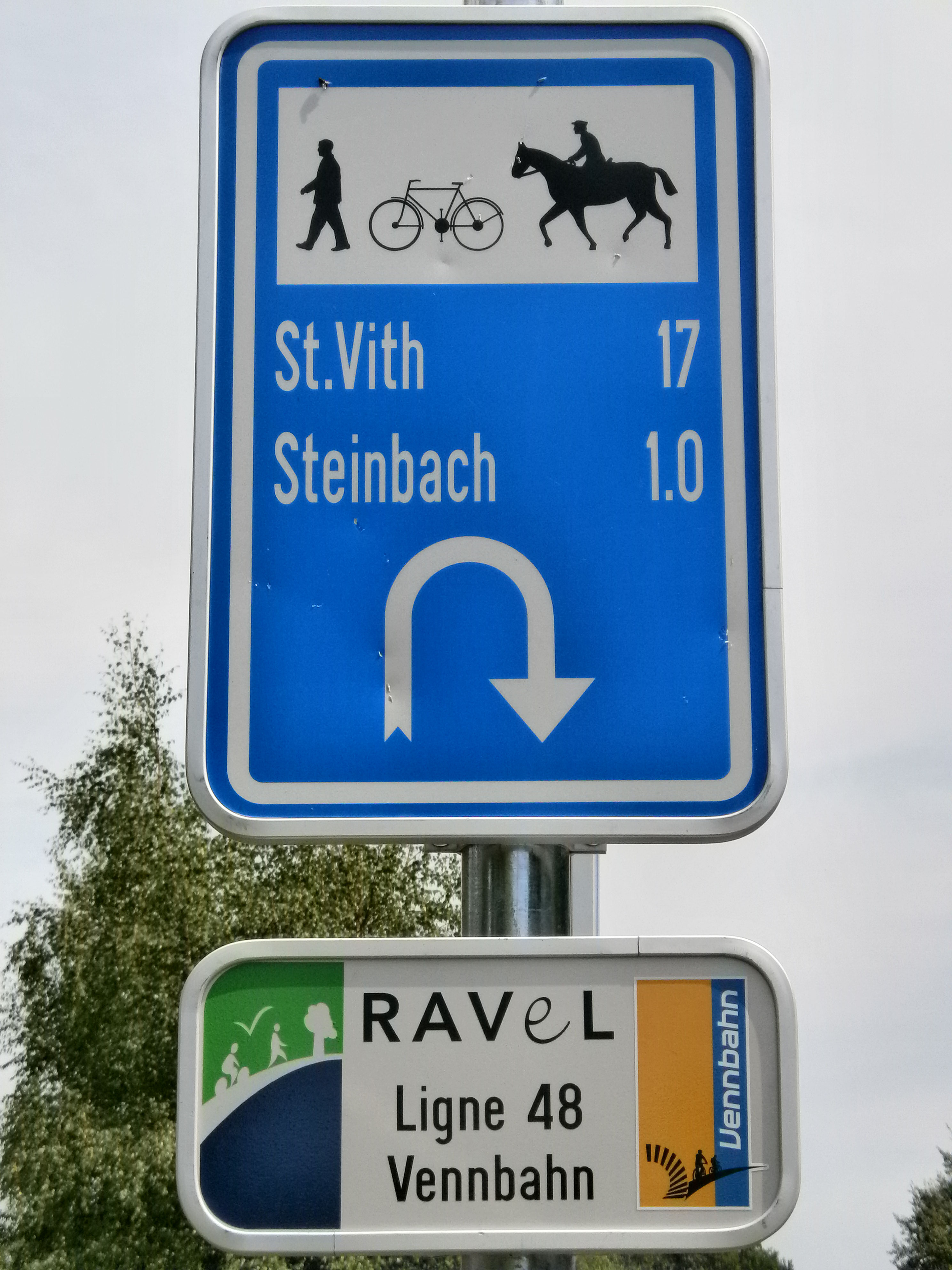
RAVel Beschilderung

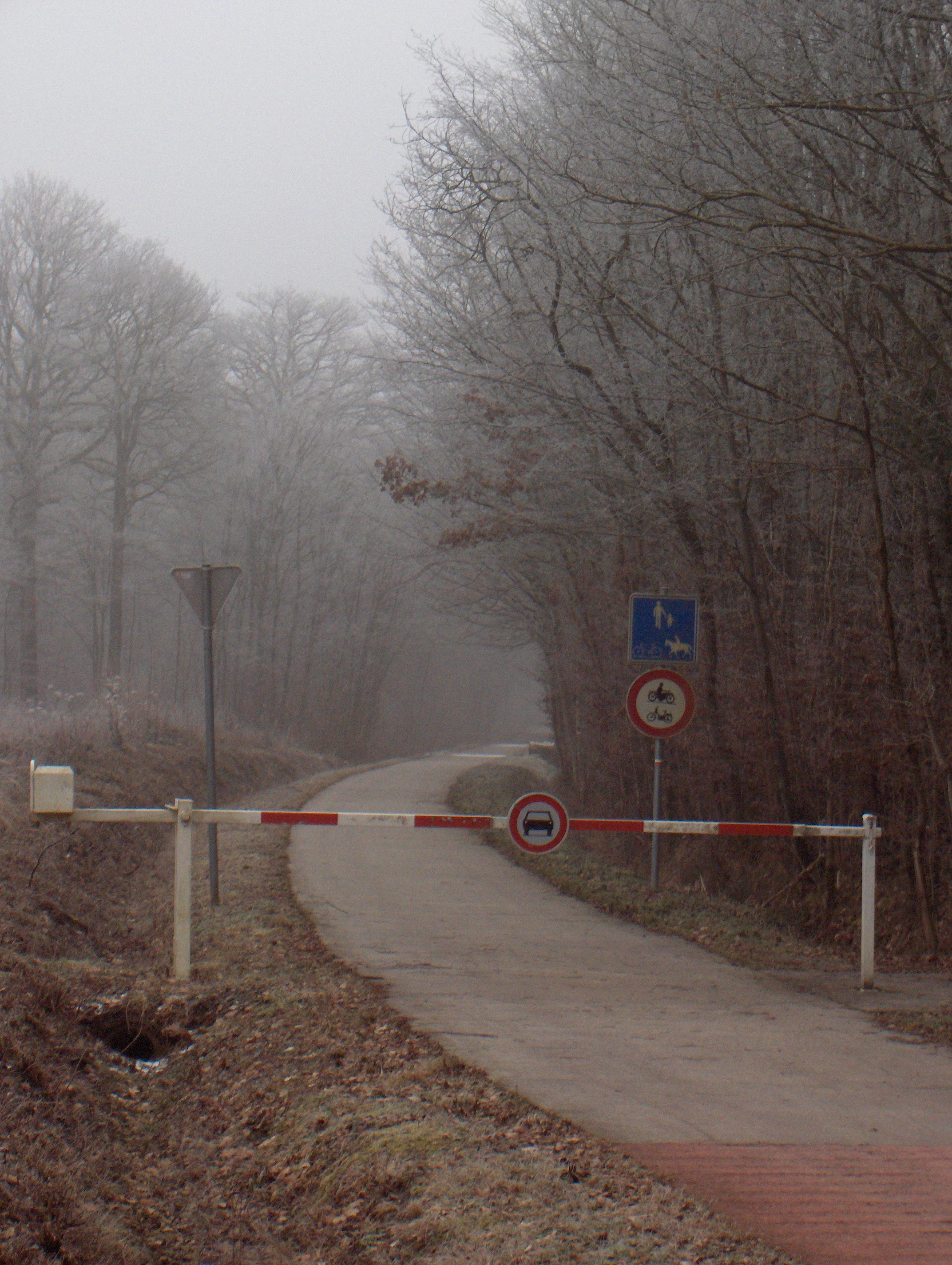
RAVeL-Route im Westen der Ardennen zwischen Chimay und Froidchapelle

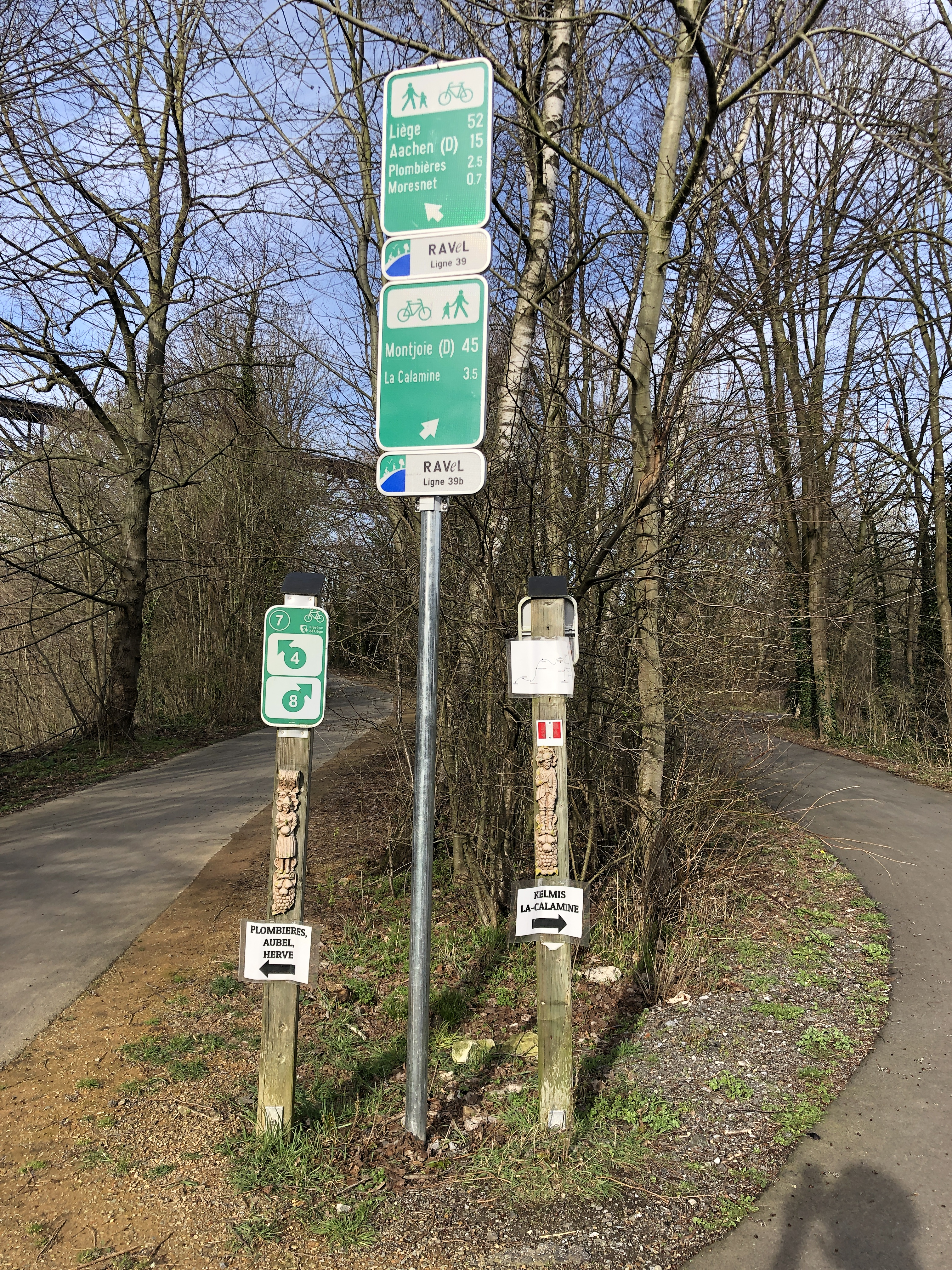
RAVeL-Route 39 bei Moresnet

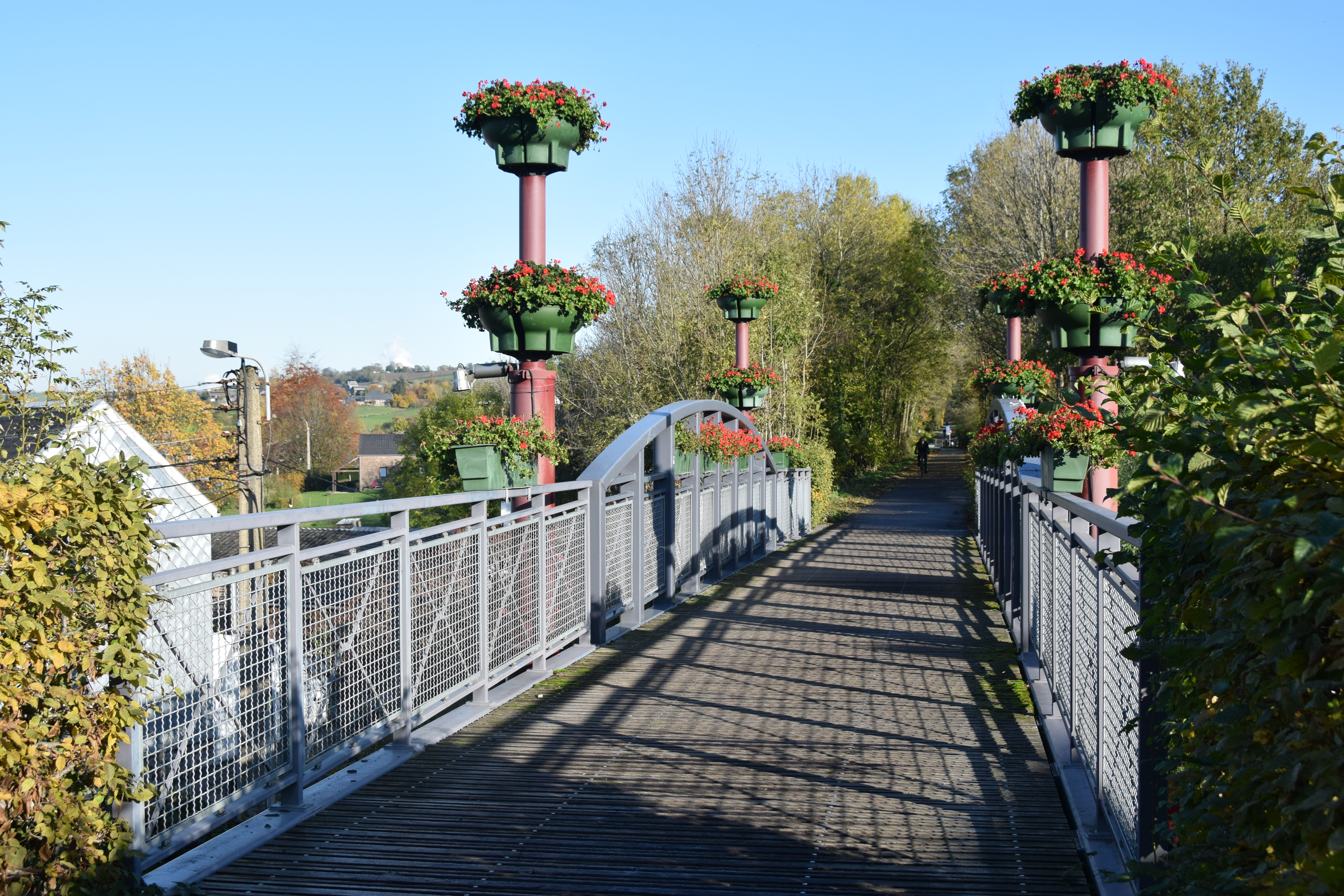
Rekonstruierte Brücke RAVeL38 Thimister-Clermont

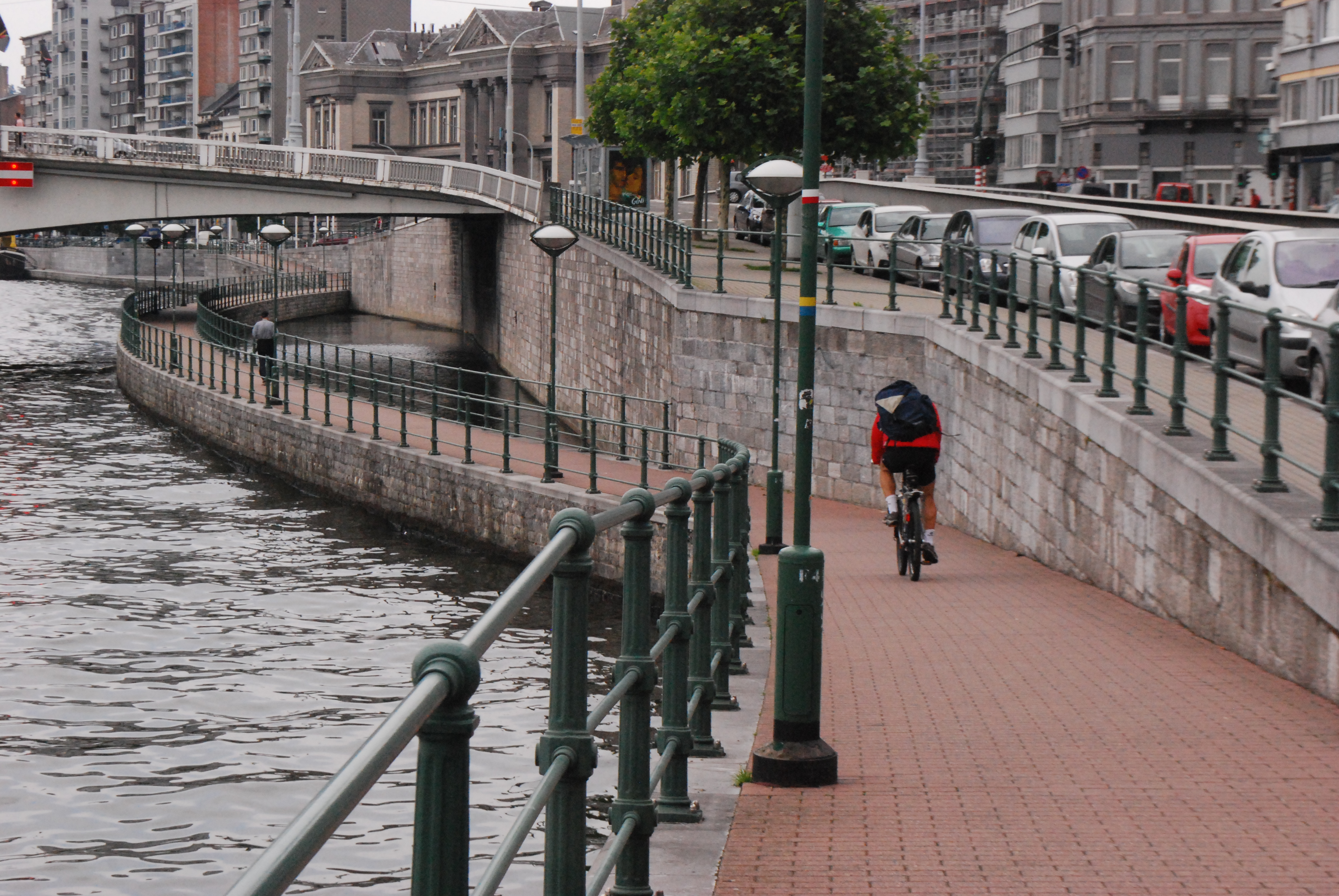
RAVeL W7 in Lüttich entlang der Maas an der Kennedybrücke

RAVeL ist die Abkürzung für Réseau Autonome de Voies Lentes, also „unabhängiges Netz langsamer Wege“. Diese Bezeichnung steht für ein Programm der Wallonischen Region Belgiens, Treidelwege, stillgelegte Bahntrassen und andere autofreie Wege als Wander-, Reit- und Radverkehrsnetz nutzbar zu machen. In der Systematik der Verkehrsplanung bildet RAVeL ein drittes Straßenverkehrsnetz neben – in amtlichen Texten „nach“ – dem RGG (Autobahnen und Schnellstraßen) und dem RESI (Straßen für sowohl motorisierten als auch nichtmotorisierten Verkehr).
Damit die mit dem RAVeL angesprochenen Nutzergruppen sich nicht gegenseitig beeinträchtigen, weisen Symbole an den einzelnen Streckenabschnitten darauf hin, welche Verkehrsarten jeweils zugelassen sind. Das Wegenetz wird auf stillgelegten Treidelpfaden an Kanälen und Flüssen sowie auf Bahntrassen eingerichtet. Diese Routen für die langsame Fortbewegung sind für Fußgänger, Radfahrer, Skater, Rollstuhlfahrer und Reiter zugänglich. Die maximale Steigung beträgt zwei Prozent. Die RAVeL-Linien 1 bis 5 in der Wallonie sind zwischen 45 und 330 Kilometer lang. Es gibt mehrere gute Vernetzungen mit dem LF-Netz des flämischsprachigen Landesteils. Im deutsch-belgischen Grenzgebiet wird die Trasse der Vennbahn genutzt, (RAVeL-Linie 48 und 47). Diese Strecken sind fertig ausgebaut.
Die ersten Teilstrecken des RAVel-Netzes wurden 1995 eingeweiht. Zurzeit werden mehrere Routen gleichzeitig Stück für Stück ausgebaut. Die Routen werden als lignes, „Linien“ bezeichnet. Etliche tragen die Liniennummern der stillgelegten Bahnstrecken, auf denen sie verlaufen.
Wurden die Wege zunächst vorzugsweise mit natürlichen Materialien befestigt (Pre`Ravel), so werden sie in den letzten Jahren mit Asphaltdecke ausgebaut, abzulesen beispielsweise an den verschiedenen Abschnitten der Linie 47.

## Derzeit bestehende RAVeL-Linien
- RAVeL 1: Canal du Centre (Belgien) – Sambre – Maas bzw. Armentières – Mons – Namur – Visé
- RAVeL 2: Mariembourg (zu Couvin) – Hoegaarden (Flämisch-Brabant) (116,4 km), umfasst im Süden Linie 156, dann das Maastal oberhalb von Namur, dann Linie 142
- RAVeL 3: Erquelinnes – (Sambre) – Charleroi – Lembeek (zu Halle) (91,4 km)
- RAVeL 4: Pommeroeul (zu Bernissart) – Overboelare (zu Geraardsbergen/Ostflandern) (52,9 km)
- RAVeL L38 Plombières – Aubel – Battice – Herve – Chênée – Lüttich
- RAVeL L39: Plombières – Henri-Chapelle – Welkenraedt
- RAVeL L39A: Vaalserberg – Gemmenich – Plombières
- RAVeL L39B: Moresnet – Kelmis – Neu-Moresnet (– Preuswald)
- Pré-RAVeL L44A: Sart – Spa (8 km)
- Pré-RAVeL L44A: Sart – Hockai – Stavelot (16,5 km)
- RAVeL L45: Trois-Ponts – Weismes
- RAVeL L45A: Vennquerbahn, Weywertz-Losheimergraben (Grenze); ab Grenze weiterführend über Stadtkyll bis Jünkerath auf der Bahntrasse als Kyll-Radweg
- RAVeL L46: Lommersweiler – Steinebrück
- RAVeL L47: Südlicher Teil der Vennbahn zwischen Sankt Vith und dem Tunnel bei Lengeler (Burg-Reuland)
- RAVeL L47A: Vielsalm–Born. Seit 2023 fertig ausgebaut.
- Ravel L48: Nördlicher Teil der Vennbahn zwischen Aachen, Weismes und Sankt Vith
- RAVeL L69A Warneton – Comines
- RAVeL L81 et L78A Grandglise – Blaton – Bernissart
- RAVeL L86 Leuze – Basècles
- Pré-RAVeL L87 Lessines-Ronse
- RAVeL L88 Antoing – Bléharies
- L88A Tournai – Chercq
- RAVeL L92 (Voie Verte des Gueules Noires)
- RAVeL L98 Cuesmes – Flenu produits – Boussu-Bois – Hornu – RAVeL L98 Dour – Quievrain
- RAVeL L98A Dour – Angre
- RAVeL L98B Warquignies-Boussu
- RAVeL L98C Hornu – Frameries
- Liaison RAVeL L98A (Angre) – RAVeL L98 (Quiévrain)
- L106 Ronquières – Ecaussines
- RAVeL L108 Binche – Fauroeulx – Erquelinnes
- RAVeL L109 Stree – Biesme-sous-Thuin – Thuin – Froidchapelle – Stree – Robechies (Chimay) – Saint-Remy –  Lobbes
- RAVeL L111 Thuillies – Thy-le-château
- RAVeL L114 Soignies – Naast
- Ravel L112 Fontaine-L’Evêque – Monceau-sur-Sambre
- RAVeL L112A Trazegnies – Courcelles
- L123 Braine-le-Comte – Rognon
- RAVeL L126 Condroz (Ciney – Petit-Avin) – Marchin
- RAVeL L127 Wanze – Hannut
- L131 Frasnes-les-Gosselies – Rêves
- Pré-RAVeL L136 St-Aubin
- RAVeL L138 Acoz – Gerpinnes
- RAVeL L141 Arquennes – Seneffe, Arquennes – Nivelles – Genappe – Court-Saint-Etienne
- RAVeL L147 Ramillies – Racour, Perwez – Ramillies, Ligny – Grand-Leez
- RAVeL L150 Houyet – Jemelle, La Molignee (Anhée – Maredret)
- RAVeL L155 Croix-Rouge – Lamorteau
- RAVeL L163 Bastogne Süd – Bourcy – Gouvy
- L163A Bertrix Muno l'ermitage
- RAVeL L164 Bastogne – Wiltz (L)
- RAVeL L212 Jemeppe-sur-Meuse – Glain
- RAVeL L266 Courcelles – Souvret (Puits Perrier)
- Pré-RAVeL L422 Péronnes-lez-Binche – La Louvière
- Pre-RAVeL L427 Neufvilles-Gare – Neufvilles-centre
- RAVeL L451 Olloy-sur-Viroin – Oignies-en-Thiérache
- Pré-RAVeL L516 Wanfercée-Baulet – Keumiée
- Pre-RAVeL L517 couvin
- RAVeL L518 Redu – Daverdisse
- Pré-RAVeL L619 Lierneux – Hébronval
- L625 Florenville – Jamoigne
- L719 Mortroux – Saint-Remy
- RAVeL-Pré Braine-le-Comte
- RAVeL Canal de l’Espierres
- RAVeL Canal Ieper – Comines
- RAVeL Tour du Lac du Ry de Rome
- Bois de Colfontaine, bois de Sars-la-Bruyère et bois de Blaugies
- Wesertalsperre
- Gileppe-Talsperre
- La descente infernale
- La Haine canalisée
- Liaison RAVeL 2 – Voie verte Trans-Ardennes
- Liaison RAVeL L31 (Liers) – RAVeL 1 Est (Liège pont de l’Atlas)
- Liaison RAVeL L109 – Lac du Val Joly
- Liaison RAVeL Lacs de l'eau d'Heure – L111
- Liaison Visé (RAVeL1) – Saint-Remy
- Promenade Nicolas Donnay
- RAVeL Marche – Hotton
- Momignies :Bois de Macon – Promenade Notre Dame des Affligés
- Momignies : Bois des Hayettes et bois de Macon : promenade des Hayettes
- Pre-RAVeL Baudour
- PICVert Au fil de la Senne (Ecaussinnes – Tubize)
- RV2 Houdemont – Javinque
- RV3 Soignies – Mons
- RV6 (Rando-vélo) Soignies – Vaudignies
- RV6 (Rando-vélo) Soignies – Vaudignies
- RV6 Lille – Tournai
- balade des poiriers
- Du côté de Mons
- Du côté de Mons : La Trouille
- Sud-Est de Mons
- Châteaux Seneffe – Feluy
- Le Tournaisis
- Linie 108: Binche – Erquelines
- Linie 109/1 Fauroeulx (zu Estinnes) (Linie 108) – Lobbes (Sambre, Linie 3)
- Linie 109/2 Thuin (Sambre) – Chimay
- Linie 127: Landen (Belgien) – Fumal
- Linie 150 A: Anhée (Maas) – Fosses-la-Ville
- Linie 147 Sombreffe – Gembloux – Waasmont (zu Landen / Flämisch-Brabant)
- Linie 613: Houffalize – Bourcy (zu Bastogne), dort Anschluss an Linie 163[1]

Langfristig soll das RAVeL-Netz auf 2000 bis 3000 Kilometer ausgeweitet werden.